# 第12太陽周期
第12太陽周期(Solar cycle 12)は、1755年に太陽黒点の活動が記録され始めてから12番目の太陽活動周期である。1878年12月から1890年3月まで11.3年続いた。太陽黒点の最大数は74.6個で、最小数は5個だった。合計約736日間にわたり黒点が現れなかった1882年4月16日には、ニューヨーク上空に非常に明るい赤色のオーロラが現れ、甚大な通信障害が発生した。またこの年の後半に発生した磁気嵐により、1882年11月17日のオーロラを発生させた。